# Wirtschaftskartell
Das Wirtschaftskartell ist in der Wirtschaft ein Kartell, bei dem es Absprachen oder abgestimmte Verhaltensweisen zwischen zwei oder mehr Wettbewerbern auf der Anbieter- oder Nachfragerseite zur Abstimmung ihres Wettbewerbsverhaltens auf einem Markt gibt. Die wissenschaftliche Analyse von Wirtschaftskartellen geschieht in der Kartelltheorie.

## Allgemeines
Bei Kartellen der Wirtschaft handelt es sich entweder um solche der Angebots- oder um solche der Nachfragerseite. Die Kontrolle der auf dem jeweiligen Markt geltenden Preise oder umgesetzten Mengen gilt als die wesentliche Funktion eines jeden Kartells; das Ziel sei die monopolistische Beherrschung des Marktes und die Einschränkung, Behinderung oder Ausschaltung des Wettbewerbs. Im Einzelnen können die getroffenen Vereinbarungen zwischen den Partnern vielfältig sein: In Frage kommen alle denkbaren Maßnahmen zur Ordnung und/oder Regelung des Marktes. Zu unterscheiden sind nach Zweck, Funktion und Organisationsweise eine Reihe verschiedener Kartellarten, die selten in reiner Form, sondern eher in Kombination miteinander auftreten. Es gibt die Kooperation wirtschaftlicher von unabhängigen Unternehmen, mit dem Zweck oder der Wirkung, den Wettbewerb zu verhindern oder zu beschränken. Ein Kartell ist somit ein Spezialfall einer Kollusion. Vom Kartell zu unterscheiden ist das Parallelverhalten, in welchem kein direktes Zusammenwirken stattfindet, sondern sich das gleichförmige Verhalten aus der Marktstruktur ergibt.
Die Mitglieder eines Kartells versuchen oftmals die Vorteile eines Monopols zu erreichen, ohne ihre rechtliche und weitgehend ihre wirtschaftliche Autonomie aufzugeben. Dabei bleiben sie zwar eigenständig, unterwerfen aber bestimmte Handlungsmöglichkeiten den Absprachen des Kartells. Typischerweise handelt es sich dabei um die Preisgestaltung. In einem Kartell können jedoch andere Absprachen gelten, zum Beispiel Aufteilung von Kunden, von Verkaufsgebieten (Gebietskartell) oder von Marktanteilen (Quotenkartell). Kartelle entstehen typischerweise in Märkten für austauschbare Massenprodukte, also in Märkten für Produkte, die kein oder kein nennenswertes Alleinstellungsmerkmal haben. Je weniger Anbieter es in einem Markt gibt (siehe auch Oligopol), desto leichter entsteht ein Kartell.
Kartelle sind häufig instabil, wenn sie sich für alle Teilnehmer lohnen würden (siehe auch Win-win). Sie sind dann instabil, wenn ein Teilnehmer eine Preiserhöhung ankündigt und zugleich ankündigt, zum alten Preis zurückzukehren, wenn die anderen potenziellen Teilnehmer nicht nachziehen. Sie könnten so die Nachfrage des Vorreiters auf sich lenken.
Unter Kartellzwang werden Maßnahmen von Kartellmitgliedern verstanden, die für eine Stabilität des Kartells sorgen. Staatliche Regulierungen oder Verbote von Kartellen werden im Kartellrecht geregelt. In der Praxis sind Kartelle nicht immer eindeutig zu erkennen, so dass der Begriff auch Behauptungscharakter haben kann und zu einer ungenauen Verwendung verleitet, beispielsweise im Falle des Vertikalen Kartells.
Die Europäische Kommission verhängte 2010 insgesamt 3,05 Milliarden Euro Bußgelder wegen der Bildung illegaler Kartelle.

## Geschichte
Wirtschaftskartelle gab es bereits im Altertum; ihre Blütezeit aber waren das 19. und 20. Jahrhundert. Solche Zusammenschlüsse bedingten marktwirtschaftliche Verhältnisse, da sie eine Einschränkung von Konkurrenz bezweckten. Thomas Alva Edison, einer der Väter der amerikanischen Elektroindustrie, schrieb 1891 in einem Geschäftsbericht:

„Scharfer Wettbewerb herrschte zwischen 1882 und 1888 auf dem Markt. Zahlreiche verschieden starke Gesellschaften kämpften um die Vorherrschaft. Ab 1887 gelang es jedoch, zwischen den wichtigsten Konkurrenten zahlreiche, durch Patenttausch untermauerte Absprachen zu treffen. Durch Ausschalten des vorher vorherrschenden Wettbewerbs konnten daher unsere Gewinne angehoben werden. Anstatt uns bitter zu bekämpfen, nehmen wir jetzt gemeinsam unsere Interessen wahr.“

In den Jahren 1902 bis 1905 wurde mit der Kartellenquete eine Untersuchung über den Stand und Rolle der Kartellierung der Industrie Deutschlands durchgeführt, diese wurde jedoch von der Industrie sabotiert und musste ergebnislos abgebrochen werden. Zwischen 1926 und 1929 fand erneut eine Kartellenquete statt. Jedoch konnte der Reichsverband der Deutschen Industrie (RDI) die Enquete unter seine Kontrolle bringen. Das Reichswirtschaftsministerium bedurfte der technischen und organisatorischen Hilfe des RDI und war in der Hand von Julius Curtius, der zahlreiche Aufsichtsratsposten in Industrieunternehmen bekleidete. Der Vorsitzende des Gesamtenqueteausschusses war der stellvertretende Präsident der Kartellstelle des RDI Clemens Lammers. Von 59 vernommenen Sachverständigen gehörten 18 dem RDI an, 4 standen der Kartellstelle nahe und 37 waren dafür bekannt, die Linie des RDI zu vertreten. Lediglich 6 waren Befürworter einer Verschärfung der staatlichen Kartellaufsicht, darunter einer der KPD, 2 der SPD und 2 Gewerkschafter. Während einige Sachverständige im Vernehmungsprotokoll nur auf wenigen Seiten zu Wort kamen, wurden einem Vertreter des RDI 23 Seiten eingeräumt. Die Vernehmung der Sachverständigen glich mehr einer vorher abgesprochenen Unterhaltung und war eher dazu geeignet, Kartellwirkungen zu verbergen als offen zu legen. Auf diese Weise erreichte der RDI das die Enquete in „wissenschaftlicher Verbrämung“ zum Schluss kam, das für einen Ausbau der staatlichen Kartellaufsicht kein Anlass bestehe.
Der Wirtschaftswissenschaftler Eugen Schmalenbach sah im Jahre 1928 die „Erfüllung der Voraussagen des großen Sozialisten Marx“. Er konstatierte einen „Systemwechsel“ von der „freien Wirtschaft“ in eine „gebundene Wirtschaft“ der Kartelle und Trusts. Und dieser Systemwechsel geschah gegen den Willen der Wirtschaftsführer, denn die Ursachen lagen nicht im Menschen, sondern in den Dingen. Sie lagen in der Verschiebung der Produktionskosten von den proportionalen Kosten zu den Fixkosten im modernen Großbetrieb. Diese Erscheinung löste eine solche mächtige Wirkung aus wie sie kein Mensch erwartet habe. Sie führt dazu das bei mangelnden Absatz die Produktion nicht eingeschränkt werden kann, sondern im Gegenteil sie zwingt die Produktion sogar noch zu erhöhen, obwohl die Ware unter Preis verkauft werden muss, da die Verluste immer noch kleiner sind als bei Einschränkung der Produktion. Somit können Produktion und Konsumtion nicht mehr im Gleichgewicht gehalten werden und die große Volkswirtschaft verliert ihr „selbstständiges Steuer“. Und so drängten die fixen Kosten einen Industriezweig aus der freien Wirtschaft in das Kartell.
Unternehmenskartelle gelten seit spätestens der Nachkriegszeit ab 1945 als schädlich für die wirtschaftliche Entwicklung und das Gemeinwohl; mittlerweile sind sie wohl weltweit im Grundsatz verboten (Kartellverbot).

## Aufbauorganisation
Einfache, lose Unternehmenskartelle bestehen organisatorisch nur aus der Mitgliederversammlung, wobei durch Ämter- und Aufgabenvergabe in diesem Kreis bereits eine funktionale Differenzierung einsetzt. Je mehr Kartelle auf Dauer eingerichtet waren, je komplizierter ihr wirtschaftliches Geschäft und je zahlreicher ihre Mitglieder waren, desto stärker waren sie institutionalisiert. Typisch für Kartelle ist, dass aus dem ursprünglichen und Haupt-Entscheidungsorgan, der Mitgliederversammlung, Funktionen ausgelagert werden. Alle weiteren Organe eines Zusammenschlusses haben also dienende operative Aufgaben (Sekretariat, marktregulierende Organe, Schiedsstelle, diverse Kommissionen für laufende oder befristete Zwecke), die sich vom Mitgliederwillen ableiten.
Heutige Kartelle, die wegen des allgemeinen Kartellverbots zwangsläufig illegal sind, können schon wegen der Gefahr, entdeckt zu werden, keine spezialisierten Organe bilden und bleiben dadurch in ihren Entwicklungsmöglichkeiten beschränkt. Außer gelegentlichen Kontakten der Kartellmitglieder gibt es allenfalls diskrete Sekretariatsfunktionen.
Wirtschaftskartelle können von Staaten geschlossen werden – und sind dann nicht illegal, sondern internationale Organisationen wie die OPEC. Der Kartellforscher Holm Arno Leonhardt wies 2013 darauf hin, dass Kartelle zwischen Unternehmen und zwischenstaatliche internationale Organisationen einen gleichartigen Organaufbau besitzen, was auf vergleichbare Zwecke und Funktionen hindeute.

## Rechtsfragen
Das Gesetz gegen Wettbewerbsbeschränkungen (GWB) bezeichnet mit dem Rechtsbegriff „Kartell“ überwiegend die Kartellbehörde oder das Bundeskartellamt. Eine Legaldefinition enthält § 33a Abs. 2 GWB, wonach das Kartell „eine Absprache oder abgestimmte Verhaltensweise zwischen zwei oder mehr Wettbewerbern zwecks Abstimmung ihres Wettbewerbsverhaltens auf dem Markt oder Beeinflussung der relevanten Wettbewerbsparameter“ darstellt. „Zu solchen Absprachen oder Verhaltensweisen gehören unter anderem die Festsetzung oder Koordinierung der An- oder Verkaufspreise oder sonstiger Geschäftsbedingungen, die Aufteilung von Produktions- oder Absatzquoten, die Aufteilung von Märkten und Kunden einschließlich Angebotsabsprachen, Einfuhr- und Ausfuhrbeschränkungen oder gegen andere Wettbewerber gerichtete wettbewerbsschädigende Maßnahmen“. Gleichzeitig wird gesetzlich widerlegbar vermutet, dass ein Kartell einen Schaden verursacht.

## Kartellarten
Kartelle zwischen Marktteilnehmern weisen vielfältige Formen und organisatorische Lösungen auf, je nachdem welche wettbewerbsbeschränkenden Maßnahmen getroffen wurden und welche sonstigen Voraussetzungen vorliegen. In der Kartelltheorie bestehen verschiedene Typologien von Kartellformen, wobei diese selten in reiner Form, sondern eher kombiniert vorkommen. Neben die ‚echten‘ Kartellformen der klassischen Lehre traten ab der Nachkriegszeit ‚unechte‘, konstruierte Kartelltypen, die als Erlaubnis- oder Verbotstatbestände aus den jeweiligen Wettbewerbsgesetzen abgeleitet wurden.
Zu unterscheiden ist allgemein zwischen klassischen, institutionalistischen Kartellbegriffen und modernen, normativen Kartellbegriffen.
- Institutionalistische Kartelle:
  - Bieterkartell: Wettbewerbsbeschränkende Absprachen zwischen Bietern einer Auktion oder Ausschreibung mit dem Ziel, das Auktionsergebnis zu senken[11] bzw. die Chancen auf einen Zuschlag zu steigern.[12] Kartellrechtlich zulässig sind dagegen Bietergemeinschaften.
  - Exportkartell: Verfolgt das Ziel, den Wettbewerb auf bestimmten Auslandsmärkten beim Export einzuschränken oder aufzuheben.[13]
  - Gebietskartell: Seine Mitglieder teilten sich den Absatzmarkt räumlich auf.[14] Ihnen wird untersagt, Kunden außerhalb ihres zugeteilten Marktes zu beliefern. Innerhalb des zugeteilten Absatzgebietes kann jedes Kartellmitglied eine intensive Marktbearbeitung betreiben. Die Expansion auf den Märkten soll jedoch unterbunden werden. Beispiel: Zementkartell.
  - Importkartell: Verfolgt das Ziel, den Import von bestimmten Gütern oder Dienstleistungen zu koordinieren.[15]
  - Kalkulationskartell: Betrifft die Lieferbedingungen sowie die Verkaufspreise auf der Grundlage einer einheitlichen Selbstkostenkalkulation.[16]
  - Preiskartell: Ist das wichtigste Wirtschaftskartell und schaltet über Preisabsprachen oder Preisbindung den für Marktwirtschaften typischen Preiswettbewerb aus. Es verfolgt das Ziel, das Preisniveau entweder hoch oder niedrig zu halten. Deshalb wird oft mit Mindestpreisen für die Anbieter oder mit Höchstpreisen für die Nachfrager gearbeitet.
  - Konditionenkartell: Jedes Mitglied gewährt gleiche Geschäfts- oder Zahlungsbedingungen, wie Lieferung frei Haus, Zahlungsziele. Dabei gibt es Unterformen:
    - Rabattkartelle sind eine Unterform der Konditionenkartelle, bei denen jedes Mitglied denselben Rabatt, Skonto oder Bonus gewährt.
    - Angebotsschema-Kartelle sind ein Konditionenkartell, bei dem über einheitliche Methoden der Leistungsbeschreibung oder Preisaufgliederung Absprachen getroffen sind.

  - Produktionskartell: Die kartellierten Unternehmen stimmen die Produktion und den Absatz ab, so dass kein Überangebot entsteht und der Markt in einem vom Kartell gewollten Gleichgewicht verbleibt.[17]
    - Kontingentierungs- oder Mengenkartell: Jedem Mitglied wird seine Produktionsmenge exakt vorgegeben.
    - Quotenkartell: Jedem Mitglied wird seine Produktionsmenge relativ über die Produktionsquote oder Beteiligungsziffer vorgegeben.

  - Submissionskartell: Unternehmen, die sich an Ausschreibungen für ein Projekt beteiligen, legen im Vorfeld fest, wer den Auftrag erhalten soll. Der „Ausschreibungsgewinner“ kalkuliert seinen Preis, die anderen Unternehmen bieten höhere Preise; Beispiel hierfür sind Kartelle im Baubereich.
  - Syndikat: Eine nur noch historische Kartellform, die verboten ist und erfolgreich unterdrückt wurde. Es handelte sich um Kartelle mit ausgebauten gemeinsamen Organen, in denen operative Unternehmensfunktionen zentralisiert wurden. Sie hatten meist die Rechtsform einer GmbH, Genossenschaft oder einer AG. Es wurden die Formen des Preis-, Produktions- und Konditionenkartells miteinander kombiniert. Meist waren es Kartelle mit gemeinsamer Verkaufsorganisation, seltener solche mit zentralem Einkauf:
    - Vertriebskartell: Der Vertrieb erfolgte über eine einheitliche Verkaufsstelle, deren Auflagen sich die Mitglieder beugen mussten.
    - Beschaffungskartell: Die Beschaffung erfolgte über eine einheitliche Einkaufsstelle, deren Auflagen sich die Mitglieder beugen mussten.
- Normative Kartelle:
  - Mittelstandskartell: Dient kleinen und mittleren Unternehmen der Verbesserung ihrer Wettbewerbsfähigkeit. Es ist unter den Voraussetzungen des § 3 GWB erlaubt.
  - Normenkartell: Hat Vereinbarungen über die einheitliche Anwendung von Normen zum Inhalt.[18]
  - Rationalisierungskartell: Hat Rationalisierungen zum Ziel, die Kostensenkungen herbeiführen sollen.
  - Spezialisierungskartelle zielen darauf ab, dass deren Mitglieder sich jeweils auf einen bestimmten Teil ihrer ursprünglichen oder möglichen Leistungen spezialisieren.
  - Strukturkrisenkartelle schließen sich in einer Strukturkrise innerhalb eines Wirtschaftszweigs zusammen.
  - Zwangskartell war ein Wirtschaftskartell, das den Zusammenschluss von Unternehmen durch Gesetz erzwang.[19]

Alle Kartellarten können als Frühstückskartell abgeschlossen werden, einem Gentlemen’s Agreement, bei dem Kartellabsprachen in geheimen Besprechungen mündlich getroffen werden.
Bis auf wenige Legalausnahmen unterliegen Wirtschaftskartelle dem generellen Kartellverbot des § 1 GWB. Aufgrund des erweiterten Vorrangs des europäischen Wettbewerbsrechts kann deutsches Recht insoweit nicht vom europäischen Wettbewerbsrecht abweichen. Aus diesen Gründen wurden auch die speziellen Regelungen über Rationalisierungskartelle, Spezialisierungskartelle, Strukturkrisenkartelle und Einkaufsgemeinschaften aufgehoben. Im Einzelfall kann das Bundeskartellamt aufgrund der Regelung des § 2 GWB weitere Ausnahmen zulassen.
Eine unechte Kartellform ist das „vertikale Kartell“: Hier schließt ein Monopolist, etwa ein Verlag oder Produzent von Markenartikeln mit Alleinstellungsmerkmalen, mit dem Handel sogenannte „Vertikalabreden“. In Vertriebsverträgen verpflichten sich die Endverkäufer zur Einhaltung von Preisbindungen oder zur Respektierung eines absoluten Gebietsschutzes zu Nachbarhändlern. Vertikale Kartelle sind ‚unechte’ Kartelle, weil hier ein Monopolist Kontrolle über u. U. durchaus wettbewerbswillige Händler ausübt.
Üblicherweise werden Kartelle zwischen Unternehmen abgeschlossen. Es gibt aber auch Wirtschaftskartelle von Staaten. Das bekannteste ist die OPEC, ein Produktionskartell für Erdöl. Des Weiteren sind Einkaufskartelle zwischen Staaten oder staatlichen Körperschaften zu nennen. Während der Weltkriege gab es zwischen den westlichen Alliierten Einkaufsgemeinschaften zur Vermeidung von preistreibender Konkurrenz um kriegswichtige Güter, wie das Allied Maritime Transport Council. In neuster Zeit werden in Deutschland Absprachen zwischen öffentlich-rechtlichen Krankenkassen zum Drücken der Arzneimittelpreise staatlich angeregt.
Kooperationen von Arbeitnehmern können kartellartigen Charakter haben. Darunter fallen zum Beispiel manche amerikanische Gewerkschaften, die für Unternehmen in bestimmten, begrenzten Bereichen einen Zwang durchgesetzt haben, ihre Mitglieder zu beschäftigen.
Es gibt weitere Arten von Zusammenarbeiten, die den Markt beeinflussen, beispielsweise ständische Berufsvereinigungen, diesen fehlen jedoch die Merkmale eines echten Kartells.